# Сибиряки (фильм)
«Сибиряки» — детский художественный фильм режиссёра Льва Кулешова.
Первая роль в кино Александры Харитоновой, Александра Кузнецова, Саши Пупко и Марии Виноградовой.

## Сюжет
В новогоднюю ночь старый охотник  рассказывает Сереже и Пете народное предание о том, как И. В. Сталин с помощью одного охотника бежал из ссылки и как в память об этом Сталин подарил ему свою трубку. Охотник погиб в гражданскую войну, а трубка осталась у другого охотника-партизана. Мальчики решают разыскать трубку и подарить её Сталину.

## В ролях
- Александра Харитонова — ученица 6-го класса Валя
- Александр Кузнецов — ученик 6-го класса Серёжа Крылов
- Саша Пупко — ученик 5-го класса Петя
- Мария Виноградова — ученица 6-го класса Галка
- Михаил Геловани — И. В. Сталин
- Даниил Сагал — охотник Алексей, дядя Вали
- Тамара Альцева — учительница Анна Фёдоровна
- Георгий Милляр — дед Яков
- Александра Хохлова — Пелагея, мать Серёжи
- Андрей Файт — Василий Васильевич, доктор
- Андрей Горчилин — председатель колхоза
- Сергей Комаров — Терентий
- Дмитрий Орлов — Дошиндон, старый охотник

## Съёмочная группа
- Авторы сценария: Александр Витензон
- Режиссёры: Лев Кулешов
- Второй режиссёр: Александра Хохлова
- Ассистенты режиссёра: И.Градов и М.Пугачевская-Шехтер
- Оператор: Михаил Кириллов
- Второй оператор: А.Спиридонов
- Оператор комбинированных съёмок: К.Алексеев
- Ассистент оператора: Ю.Разумов
- Художники: Леонид Оболенский
- Монтаж: Лев Кулешов, К.Рутштейн
- Ассистент по монтажу: К.Рутштейн
- Композитор: Зиновий Фельдман
- Звукооператор: Николай Озорнов
- Директор картины: О.Колодный